# Bomullshuvudtamarin
Bomullshuvudtamarinen eller pinchéapan (Saguinus oedipus) är en art i släktet tamariner.

## Utbredning
Djuret förekommer uteslutande i nordvästra Colombia.

## Kännetecken
Bomullshuvudtamarinens viktigaste särdrag är de långa yviga vita håren från pannan och ned över skuldrorna. Pälsen är tjock och mjuk, ryggen och sidorna är bruna med grå fläckar och undersidan, benen och fötterna är vita. Svansen är lång, stark och rörlig, brun på ovansidan och svart på undersidan.

## Levnadssätt
Som alla kloapor är arten aktiv på dagen och lever i träd. Den föredrar öppna skogar och vistas inte så ofta i tät regnskog. Den sover vanligen på en gren innan den på morgonen börjar leta efter föda.
Bomullshuvudtamarin lever i grupper med tre till nio individer som består av ett dominant alfapar med deras ungar och av andra individer. Varje grupp har ett revir som är 7 till 10 hektar stort. Territoriets gränser markeras med körtelvätska. Den hotar främmande individer genom att visa upp stjärten.
Födan utgörs huvudsakligen av frukter och insekter. Dessutom äter den mindre ryggradsdjur och trädens vätskor.

## Fortplantningen
Vanligtvis parar sig bara det dominanta paret i gruppen. Honan kan föda två kullar per år. Efter dräktigheten som varar i cirka 140 dagar föds två ungar. Hos bomullshuvudtamarin är fadern huvudansvarig för ungarna. Den bär dem på ryggen och lämnar dem till modern när de ska dias. Även andra medlemmar av gruppen hjälper till vid uppfostringen. Efter cirka tre månader sluter honan att ge di och efter 18 månader (honor) respektive 24 månader (hannar) är ungarna könsmogna. Bomullshuvudtamarin kan bli tio år gammal.

## Status och hot
Arten var tidigare ett vanligt försöksdjur i laboratorier. På grund av den omfattande fångsten och skogsskövlingen är nästan alla vilda bomullshuvudtamariner utrotade. Arten ingår därför i ett internationellt bevarandeprojekt. IUCN listar djuret som akut hotad (CR).